# 安東·埃貢 (菲斯滕貝格)
安東·埃貢（Anton Egon von Fürstenberg，1656年4月23日—1716年10月10日），菲斯滕貝格親王，赫爾曼·埃貢之子，1674年至1716年在位。

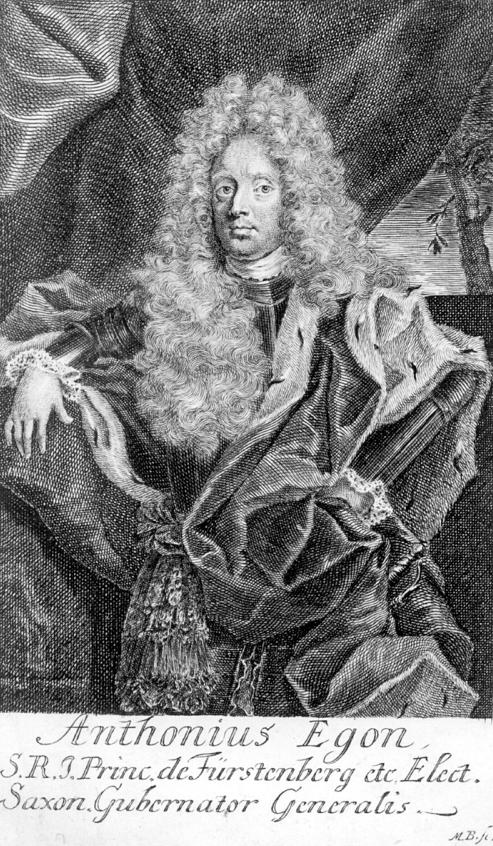
安東·埃貢

1697年，原本為薩克森選侯的腓特烈·奧古斯特當選為波蘭國王，他委託安東·埃貢作為薩克森總督。安東·埃貢於1716年去世，沒有留下子嗣，菲斯滕貝格家族的海利根貝格分支因此斷絕。施蒂林根分支的約瑟夫繼承為菲斯滕貝格親王。